# Helianthemapion aciculare
Helianthemapion aciculare – gatunek chrząszcza z rodziny pędrusiowatych i plemienia Aplemonini. Zamieszkuje Europę i Afrykę Północną.

## Taksonomia
Gatunek ten opisany został po raz pierwszy w 1817 roku przez Ernsta Friedricha Germara pod nazwą Apion aciculare. W nowym rodzaju Helianthemapion umieszczony został w 1930 roku przez Hansa Wagnera i stanowi jego gatunek typowy.

## Morfologia
Chrząszcz o ciele długości od 1,4 do 1,8 mm. W ubarwieniu występuje mocny połysk spiżowy. Oskórek porastają białe, wyraźne, choć krótkie i rzadkie włoski. Stożkowata głowa ma stosunkowo krótkie i grube czułki oraz prawie równoległe skronie. Owłosienie przy dolnych krawędziach oczu ustawione jest promieniście. U samca ryjek jest trochę krótszy niż przedplecze, całkowicie prosty i u wierzchołka połyskujący, u samicy natomiast jest nieco dłuższy niż przedplecze i trochę szczuplejszy niż u płci przeciwnej. Przedplecze jest dłuższe niż szerokie, wąskie, trochę szersze od głowy i prawie tak szerokie jak nasada pokryw, walcowate. Punkty na jego powierzchni są drobne i gęsto rozmieszczone. Kształt pokryw jest owalny, pośrodku długości znacznie szerszy niż na przednim brzegu, najdłuższy za środkiem. 

## Ekologia i występowanie
Owad ten zasiedla łąki i zarośla o podłożu wapiennym lub piaszczystym. Postacie dorosłe są aktywne do maja do lipca, a zimują w wierzchniej warstwie gleby. Chrząszcz ten jest oligofagiem czystkowatych. Endofitofagiczne larwy przechodzą rozwój wewnątrz łodyg i torebek, mogąc powodować powstawanie nieznacznych wyrośli. Do ich roślin żywicielskich należą posłonek rozesłany, Fumana procumbens i Tuberaria guttata.
Gatunek palearktyczny. W Europie znany jest z Hiszpanii, Wielkiej Brytanii, Francji, Luksemburga, Niemiec, Szwajcarii, Austrii, Włoch, Czech, Słowacji i Bułgarii, a w Afryce z Maroka i Algierii. Północna granica zasięgu biegnie środkowymi Niemcami. Z Polski wykazany został na przełomie XIX i XX wieku z trzech stanowisk, jednak doniesień tych nie uznaje się współcześnie za wiarygodne. Na „Czerwonej liście gatunków zagrożonych Republiki Czeskiej” znalazł się jako gatunek narażony na wymarcie (VU).